# Harle Tamás

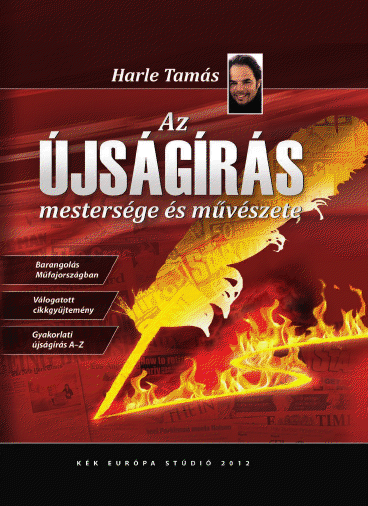
Az újságírás mestersége és művészete című könyv borítója

Harle Tamás (1960. május 1. –) magyar újságíró, író, médiatanár, rádiós műsorvezető. Íróként, szerkesztőként, illetve kiadóként több mint 50 könyv létrehozásában, gondozásában vett részt. 1992 és 2004 között televíziós műsorok szerkesztője, műsorvezetője, producere volt. A Sportexpressz című élő rádiós sportműsor alapító-főszerkesztője.

## Életpályája
Budapesten született, édesanyja Vermes Éva (1939-2010) író, újságíró, hosszú éveken át a Családi Lap főszerkesztője, édesapja  Harle Tamás (1930-2006) a Művelt Nép Könyvterjesztő Vállalat személyzeti vezetője volt. Az Apáczai Csere János Gimnáziumban érettségizett, első diplomáját a Kiss János Tanítóképző Főiskolán szerezte 1984-ben. A főiskolai évek alatt hat hónapig a Mahart tengerészeként a Földközi-tengeren, a Tata nevű áruszállító hajón szolgált, majd onnan hazatérve újságíró gyakornokként kezdett dolgozni. Első könyvkiadóját 1992-ben alapította. 2008-ban filozófia szakos diplomát szerzett a Pécsi Tudományegyetemen.

### Újságíróként
1987-ben a Nemzeti Sport szerkesztőségében kezdett külsősként, gyakornokként, majd belsős munkatársként dolgozni. 1989-ben Magyarország első független napilapjának, a Mai Napnak alapító újságírója. Az 1992-es barcelonai olimpia előtt Ládonyi Lászlóval könyvkiadót alapított, két évvel később önálló kiadóként elsősorban sportkönyveket írt, szerkesztett és adott ki.
1998-ban az Axel Springer Magyarország megbízására kidolgozza a Vasárnap Reggel című országos vasárnapi hetilap koncepcióját, majd két éven át a lap felelős szerkesztője volt. Ezt követően szabadúszó újságíróként országos lapokban (Népszabadság, Heti Világgazdaság, Sport plusz, Figyelő, Playboy, Magyar Narancs) publikált.

### Íróként
Első könyve (Az utolsó 26 óra), melyet a Népsport kezdő újságírójaként írt, 1988 júliusában jelent meg alig másfél hónappal a híres magyar autóversenyző halála után, 40.000 példányban. Az oknyomozó kötet pár hét alatt fogyott el.
Második, ugyancsak oknyomozó kötetét (Hungaroheroin) 1989-ben Lukács Györggyel és Csapó Gáborral közösen társszerzőként jegyzi: a könyv egy magyar stewardes római letartóztatását és az ezzel kapcsolatos kábítószercsempészés ügyet tárja fel.
A 90-es évektől egy évtizeden át elsősorban sportkönyveket ír és szerkeszt, közöttük olimpiai albumokat (Barcelona ’92, Atlanta ’96 és Sydney 2000). E könyvek alapkoncepciójának kidolgozásáért, szerkesztéséért is felel, emellett az ezekben megjelenő szövegek jelentős részét is maga jegyzi.
A 2001. szeptember 11-ei New-York-i terrortámadásról összeállított átfogó és oknyomozó kötet a következő (NY911 A terror napja – Támadás Amerika ellen), amely könyv a tragikus események után másfél hónappal jelent meg, majd három kiadást élt meg, ezek közül az egyik kiadást a Reader’s Digest rendelte meg.
A Reader’ Digesttel való együttműködés eredménye a 2004-ben megjelent kötet (Csodaszép Magyarország), itt az alapkoncepció, a könyvfelépítés kidolgozása, valamint a teljes körű szerkesztés egyaránt Harle Tamás feladata volt; mindemellett a könyvben található szövegek jelentős részét is jegyzi.
Közel 10 éves kutató és írói munka eredményeként 2012. júniusában jelent meg Az újságírás mestersége és művészete című átfogó kötete, amely több száz gyakorlati példával összegzi az újságíró műfajok sajátosságait, valamint az újságírás gyakorlati ismereteit. A könyv bővített és frissített második kiadása 2020-ban, a harmadik kiadás 2022-ben jelent meg.
2021-ben egy teljes alkotói évet szánt arra, hogy a Kesjár Csabáról 1988-ban megjelent kötetét kibővítse, teljessé tegye. Az autóversenyző születésének 60. évfordulóján, 2022. február 9-én a Kék Európa Stúdió gondozásában megjelent könyv egy hét alatt elfogyott, ezért 2022. áprilisában megjelent a könyv második kiadása.

### Médiatanárként
1992 óta tanít újságírást. 1997 óta kutatja a magyar újságírói műfajok megjelenését és változásait a magyar sajtóban. Médiatanárként elsősorban az elmélet és a gyakorlat szoros összekapcsolását és egymásra épülését oktatja, óráin nagy szerepet kapnak a szituációs játékok és a szerkesztőségi élet modellezése. Műfajismereti tanulmányaiban erősen épít a hallgatói visszajelzésekre és munkákra. A TV2 Újságíró Akadémia (2013-), valamint a Magyar Újságíró Szövetség Bálint György Újságíró Akadémiájának tanára (2015-2016). A Tihanyi Alapítvány-Mathias Corvinus Collegium Középiskolás Programjának előadója (2019-), a Pázmány Péter Tudományegyetem Médiatudományi Tanszékének óraadó tanára (2021-). 1992 óta a Komlósi Oktatási Stúdió (KOS) előadója és műhelytanára, itt az "Év tanárának" választották (1994).

### Televíziós műsorvezetőként
A Komédium Színházban, majd a Pesti Vigadóban rendezett beszélgető-műsorait a Szív Tv két és fél éven át heti rendszerességgel sugározta (1992-1994), itt a magyar művészeti és közélet prominens személyiségeit szólaltatta meg. Franciaországi tanulmányi út után saját produkcióban készítette el a Magyar Televízió által később átvett és sugárzott Gyertyafényben címmel egyéni hangvételű beszélgetőműsorát, melynek műsorvezetője és producere volt (1996).
Saját ötlet és koncepció alapján indította el az Egy nap - egy szó című televíziós sorozatot (2002-2003), amely a Magyar Televízióban 62 adást élt meg, és elnöki elismerésben részesült a 2003-as Nívódíj átadáson.

### Rádiósként
2014 óta rádiós szerkesztő-műsorvezető, heti rendszerességgel vezette a Civil Rádió 117 perc című közéleti magazinműsorát. 2014 novemberében Sportexpressz címmel saját élő sportműsort indított a Nemzeti Sporttal szorosan együttműködve, amely később a Trend FM rádiócsatornán volt hallható (2016-2018). Ugyanitt egy másik műsora is futott BL-Topfoci címmel. 

### Könyvkiadóként
Kezdetben sportkönyvek kiadásával foglalkozott. Főként látványos sportalbumok, sportolói életpályákat, klubtörténeteket feldolgozó kötetek létrehozásában, szerkesztésében vett részt. Később ezt más műfajok is kiegészítették: útikönyvek, történelmi témájú munkák stb. Kiadója és szerkesztője a 2014-ben elkészült 1984 – A kettétört olimpia című tényfeltáró dokumentumkötetnek, mely elnyerte a Magyar Sportújságírók Szövetsége Nívódíját az Év Sportkönyve kategóriában (2015).
Két magyar-angol nyelvű kötetet is szerkesztett, illetve jelentetett meg. A Sopron Basket – We are the Champions című album a Sopron női kosárlabda-csapata által 2022 áprilisában aratott EuroLiga győzelemnek állít emléket (Szerző: Lantos Gábor 2022). Valamint ÉLET ÖRÖM – 365 inspiráló gondolat címmel egy fotókkal illusztrált motivációs könyvet (Szerző: Felföldi József 2022).
A Magyar Kézilabda Szövetség szakkönyvsorozatának gondozója 1995 óta.

## Szakmai elismerései
- 2015: Nívódíj, Év sportkönyve kategória (MSÚSZ) - Radványi Benedek: 1984 – A kettétört olimpia, Kék Európa Stúdió
- 2003: Elnöki Elismerés: Magyar Televízió, az Egy nap – Egy szó című műsor koncepciójáért, szerkesztéséért, megvalósításáért (62 adás MTV1 és MTV2)
- 1996: Nívódíj, Magyar Olimpiai Bizottság, a Barcelona’92 és az Atlanta’96. c. olimpiai albumok szerkesztéséért, összeállításáért.
- 1994: Az Év médiatanára elismerés (Komlósi Oktatási Stúdió)
- 1992: Az Év újságírója – Aranygyűrű díj, Mai Nap Rt. 1988: Nívódíj (írott sajtó kategória) – A legjobb tudósító díja.

## Főbb munkái

### Íróként
- Az utolsó 26 óra - Kesjár Csaba emlékezete dokumentumregény (1988, 40.000 példány)
- Hungaroheroin (társszerzőként, 1988)
- A terror napja - 2011. szeptember 11. emlékezete (2011; két kiadás 7000 példány)
- Az újságírás mestersége és művészete (2012, 2020, 2022 Kék Európa Stúdió)
- Kesjár Csaba 60 - A teljes történet (2022 Kék Európa Stúdió)

### Szerzőként, társszerzőként és szerkesztőként
- Felföldi József: Élet-Öröm (2022; szerkesztő)
- Lantos Gábor: Sopron Basket – We are the Champions (2022; szerkesztő)
- Radványi Benedek–Kovács Erika: Aranypengék (2018; szerkesztő)
- Csodaszép Magyarország - A Readers Digest megbízásából (2005; két kiadás 65.000 példány; szerkesztő, társszerző)
- Sydney 2000 - a XXVII. Nyári Olimpiai Játékok könyve (2000; 15.000 példány; szerkesztő, társszerző)
- Aranyolimpia. Atlanta '96 - a XXVI. Nyári Olimpiai Játékok könyve (1996; 15.000 példány; társszerkesztő: Ládonyi László és Szekeres Tamás)
- Barcelona '92 - a XXV. Nyári Olimpiai Játékok könyve (1996; 25.000 példány társszerkesztő: Ládonyi László)
- A magyar Sport évkönyve 1993 (1993; 15.000 példány; szerkesztő, társszerző)
- Föld '92/93 - Egy talányos bolygó mindennapjai (1992; 15.000 példány, szerkesztő, társszerző)
- A magyar Sport évkönyve 1992 (1992; 15.000 példány; szerkesztő, társszerző)

### Kiadóként
- Fogl Balázs: Great Britannia (2019)
- István Bakos, Béla Bartalos, Imre Bíró, Dr. László Hoffmann, Dr. Zoltán Marczinka, János Szathmári - Hungarian Handball Federation: Goalkeeper training teaching, coaching and preparing (2019)
- István Juhász, Dr. Zoltán Marczinka, Dr. Csaba Ökrös, György Papp, József Varga, Gyula Zsiga - Hungarian Handball Federation: Age-specific manual for handball coaches from 6 to 18 years old (2019)
- Benkovics Edit, Ivicsics-Dienes Viktória, Dr. habil Fritz Péter, Dr. Marczinka Zoltán, Dr. Ökrös Csaba, Pozsonyi Zsolt, Schandl Gábor, Schuth Gábor - Magyar Kézilabda Szövetség: Erőnléti Edzés a kézilabdázásban (2019)
- Szabó Tímea: Sportsorsok 2 (2018)
- Radványi Benedek–Kovács Erika: Aranypengék (2018)
- Bakos István, Bartalos Béla, Bíró Imre, Dr. Hoffmann László, Dr. Marczinka Zoltán, Szathmári János - Magyar Kézilabda Szövetség: Kézilabda kapusok képzése, edzése és felkészítése (2018)
- Juhász István, Dr. Marczinka Zoltán, Dr. Ökrös Csaba, Papp György, Varga József, Zsiga Gyula - Magyar Kézilabda Szövetség: Korosztályos Képzési Kézikönyv 6-tól 18 éves korig (2017)
- Szabó Tímea: Sportsorsok (2017)
- Komlósi Gábor: 22 sportriporter interjú (2015)
- Radványi Benedek: 1984 – A kettétört olimpia (2014)
- Lantos Gábor: 100 nap északon / riportkönyv (2013)
- Meteorológia - az ausztrál Weldon Owen kiadóval együttműködve (2003)
- Az égbolt csodái - az ausztrál Weldon Owen kiadóval együttműködve (2002)
- Fradi futballévszázad II. (1995)
- Fradi futballévszázad I. (1994)
- Ágai Ágnes: A titkokat csak az ujjaimnak mondom el (1994)
- Dénes Tamás: Brazil futballszamba (1994)
- Vermes Éva: Szerelmi levelező (1993)
- Marczinka Zoltán: Kézilabdázás (1993, Második megújított kiadás: 2015)
- Marczinka Zoltán: Playing Handball - az Európai Kézilabda Szövetséggel együttműködve (1993)
- 600 labdarúgó edzésjáték (1993)
- Volly György: Egerszegi Krisztina (1993)
- Dénes Tamás: MILAN (1993)
- Tóth Katalin: Rali (1992)

## Televíziós tevékenység
- Sport TV, Heti Helyzet - rendszeres szakértő-vendég (2016-)
- Kurír-tóksó, illetve Harle-tóksó (Szív TV, 1992-1994, 154 adás)
- Gyertyafényben beszélgető-műsor (MTV, 1996-97)
- Egy nap – Egy szó (MTV, 2002-2003, 62 adás)[4]

## Gyermekei
Harle Fanny (1990), Harle Vivien (1992), Harle Szofi Éva (2004)